# Monte Castellazzo (Galzignano Terme)
Il monte Castellazzo è un rilievo collinare nel comune di Galzignano Terme situato nel settore meridionale dei Colli Euganei confinando a nord con il monte delle Basse e sud con il monte delle Grotte. Secondo recenti studi sulla sua sommità sorgeva un antico castello.

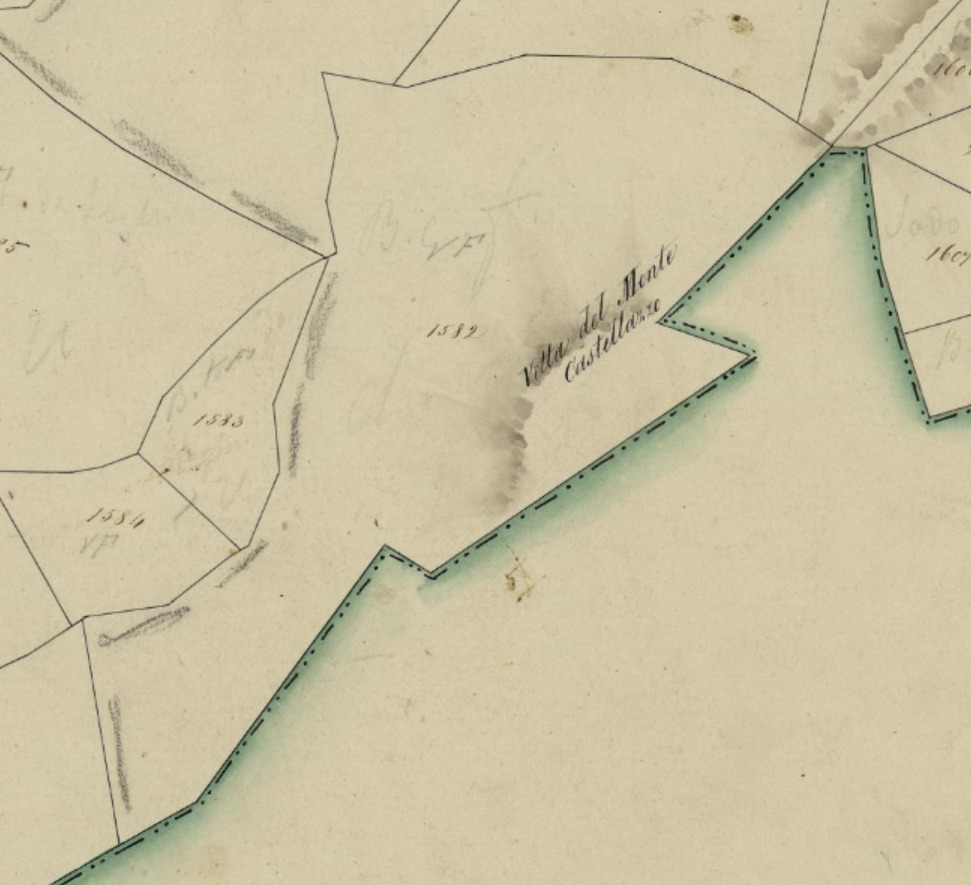
Immagine catastale del monte Castellazzo

## Storia
La toponimia indica la presunta localizzazione nella sua sommità di una fortificazione di incerta realizzazione. Le fonti scritte inquadrabili tra la fine del XIII sec. e la metà del XIV sec. associano la proprietà della struttura al comune di Galzignano Terme prima e successivamente alla diocesi di Padova suggerendo che essa fosse già pienamente attiva. L’acquisto da parte di quest’ultima della struttura e dei terreni situati nella valle a nord del monte non deve sorprendere visto che già partire dal X secolo vantava diritti e proprietà nel territori del comune.
Sebbene le fonti riportino la presenza di tracce di una spianata con murature e cavità purtroppo esse non sono oggi effettivamente riscontrabili sul terreno, ciò è dovuto sia alla scarsa attenzione che allo stato di generale abbandono cui si trova. Inghiottita dalla vegetazione risulta difficile definire la sua destinazione d’uso probabilmente non legata allo sfruttamento agricolo del territorio situato nelle immediate vicinanze quanto invece ad una funzione di controllo territoriale.

## Descrizione
Come la maggioranza delle vette euganee ha una origine vulcanica a seguito di diversi fenomeni eruttivi nell'Eocene e Oligocene avvenuti 30 milioni di anni fa.
Per quanto riguarda la rete idrografica, ad est troviamo una serie di corsi d’acqua a carattere torrentizio che scendono dal corpo collinare, mentre ad ovest si dirama una fitta rete di canali e scoli di bonifica, di varie dimensioni, che vanno a confluire nel Canale Battaglia

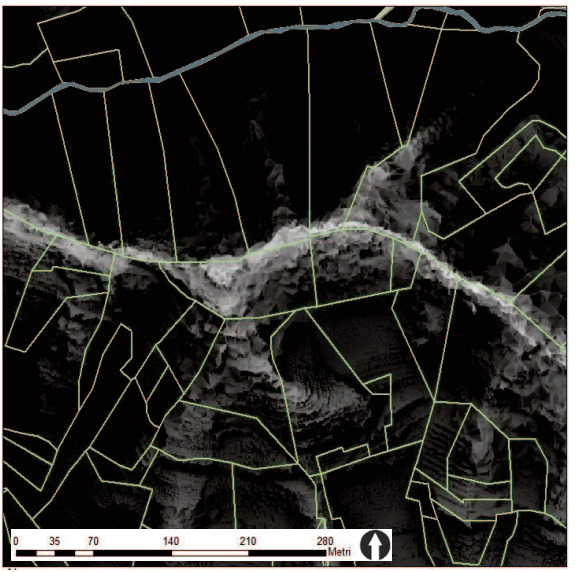
Ripresa Lidar del Monte Castellazzo con il parcellare vettorializzato

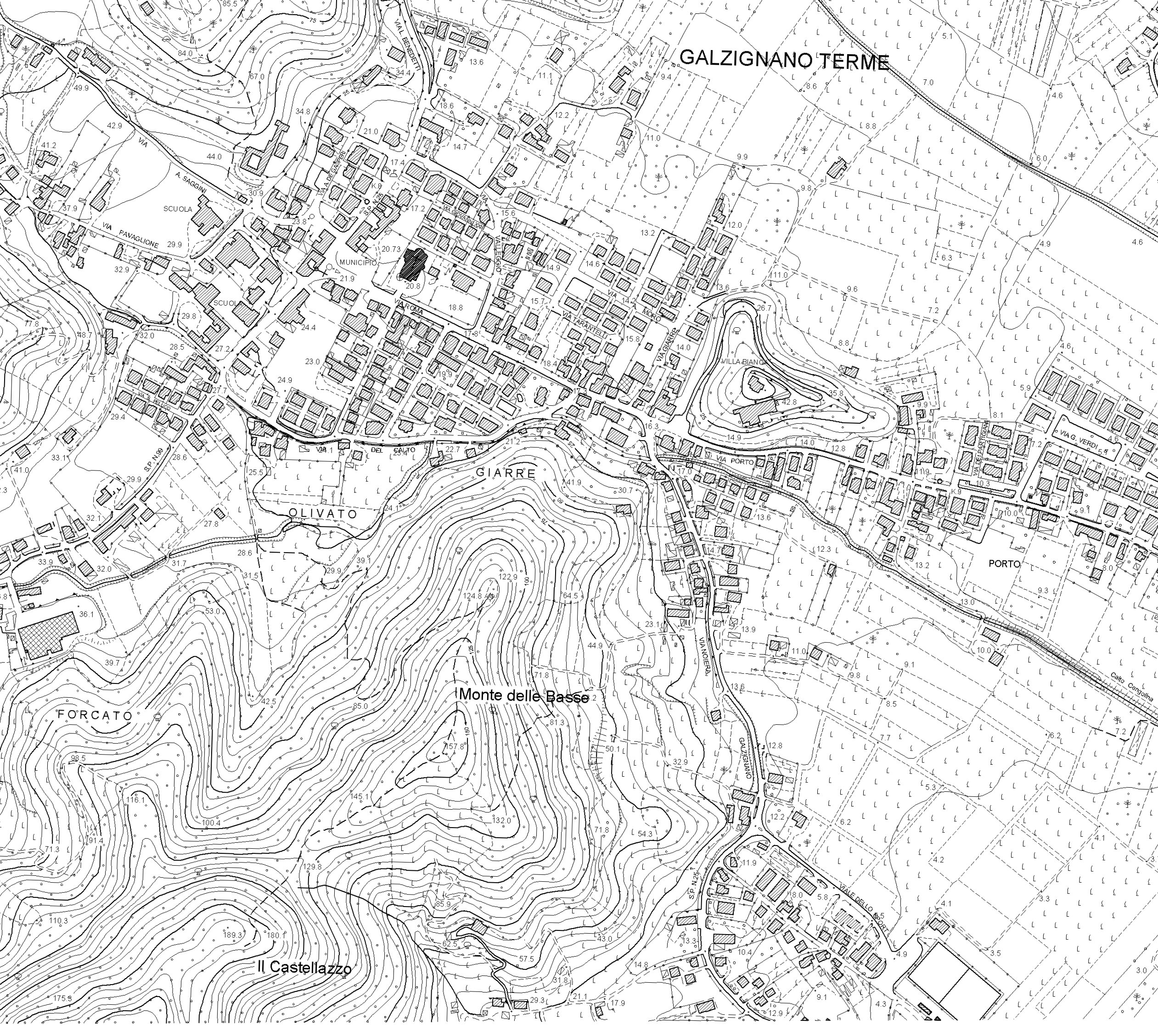
Galzignano Terme, scala originale 1.10000